# Jean-Pierre Angenot
Jean-Pierre Angenot (Bélgica, 1941 – Bruxelas, 8 de janeiro de 2018) foi um linguista belga especialista em línguas chapacuras e línguas bantas. Angenot foi um profesor na Universidade Federal de Rondônia - Campus de Guajará-Mirim.

## Educação
Jean-Pierre Angenot graduou-se em filologia românica pela Universidade de Lieja (1960). Obteve seu mestrado em linguística africana pela Universidade de Lubumbashi (1968) e seu mestrado em filologia românica pela Universidade Livre de Bruxelas (1966). Depois, obteve seu doutorado em filologia românica pela Universidade Livre de Bruxelas (1975) e doutorado em linguística africana pela Universidade de Leida (1971).

## Carreira
Angenot foi um profesor na Universidade Federal de Rondônia - Campus de Guajará-Mirim. Ele também foi professor colaborador do doutorado e mestrado em linguística africana da Universidade Agostinho Neto de Luanda, Angola.

## Morte
Angenot faleceu o 8 de janeiro de 2018 em Bruxelas, Bélgica.

## Vida pessoal
Sua esposa é Geralda de Lima Victor Angenot, professora da Universidade Federal de Rondônia - Campus de Guajará-Mirim.

## Publicações selecionadas
Algumas publicações selecionadas de Jean-Pierre Angenot:
2004
- ANGENOT, G. L. V.; ANGENOT, Jean-Pierre. O protochapakura: um balanço. Guajará-Mirim: CEPLA Working Papers in Linguistics, 2004. v. 1.
- ANGENOT, G. L. V.; ANGENOT, Jean-Pierre. The Hindu Bardeshi Konkani nominal morphology revisited. Guajará-Mirim: CEPLA Working Papers in Linguistics, 2004. v. 1.

2003
- ANGENOT, G. L. V.; ANGENOT, Jean-Pierre. Contrastive Konkani and Marathi Dialects Vocabularies. 4 ed. Guajará-Mirim: CEPLA Working Papers in Linguistics, 2003. v. 1, p. 304.
- ANGENOT, G. L. V.; ANGENOT, Jean-Pierre. A Bibliography on the Afro-Asian Diaspora and the Slave Trade in the Ocean Indian. 1 ed. Guajará-Mirim: CEPLA Working Papers in Linguistics, 2003. v. 1, p. 24.
- ANGENOT, G. L. V.; ANGENOT, Jean-Pierre. An Indo-Portuguese bibliography. 2 ed. Guajará-Mirim: CEPLA Working Papers in Linguistics, 2003. v. 1, p. 22.
- ANGENOT, G. L. V.; ANGENOT, Jean-Pierre. A Konkani Bibliography. 3 ed. Guajará-Mirim: CEPLA Working Papers in Linguistics, 2003. v. 1, p. 22.